# Given Up
Given Up és la segona cançó, i el quart senzill del disc Minutes to Midnight del grup Linkin Park, llençat en 17 de febrer de 2008. Given Up, igual que What I've Done i No More Sorrow, van debutar el 28 d'abril de 2007 en directe a Berlín. Aquesta és una de les cançons més Heavys, tant pel que fa al grup, com al disc. El cantant principal, Chester Bennington, fa un crit que dura entorn dels 17 segons.
La cançó és una de les 40 que apareixen a Rock Revolution, un joc multiinstrumentals que volia competir amb les franquícies Guitar Hero i Rock Band i forma part de la banda sonora original de la pel·lícula Red 2.
El vídeo consisteix en fragments de les actuacions, editades amb molts efectes especials, que alteren principalment la coloració. Al llarg del vídeo, apareixen diverses escenes flash, com ara un cowboy, un hipopòtam i cites del llibre Magical Thinking d'Augustin Burroughs.
| Llista                           | Posició |
| -------------------------------- | ------- |
| UK Rock Chart                    | 4       |
| Billboard Mainstream Rock Tracks | 34      |